# Paris–Roubaix 1951

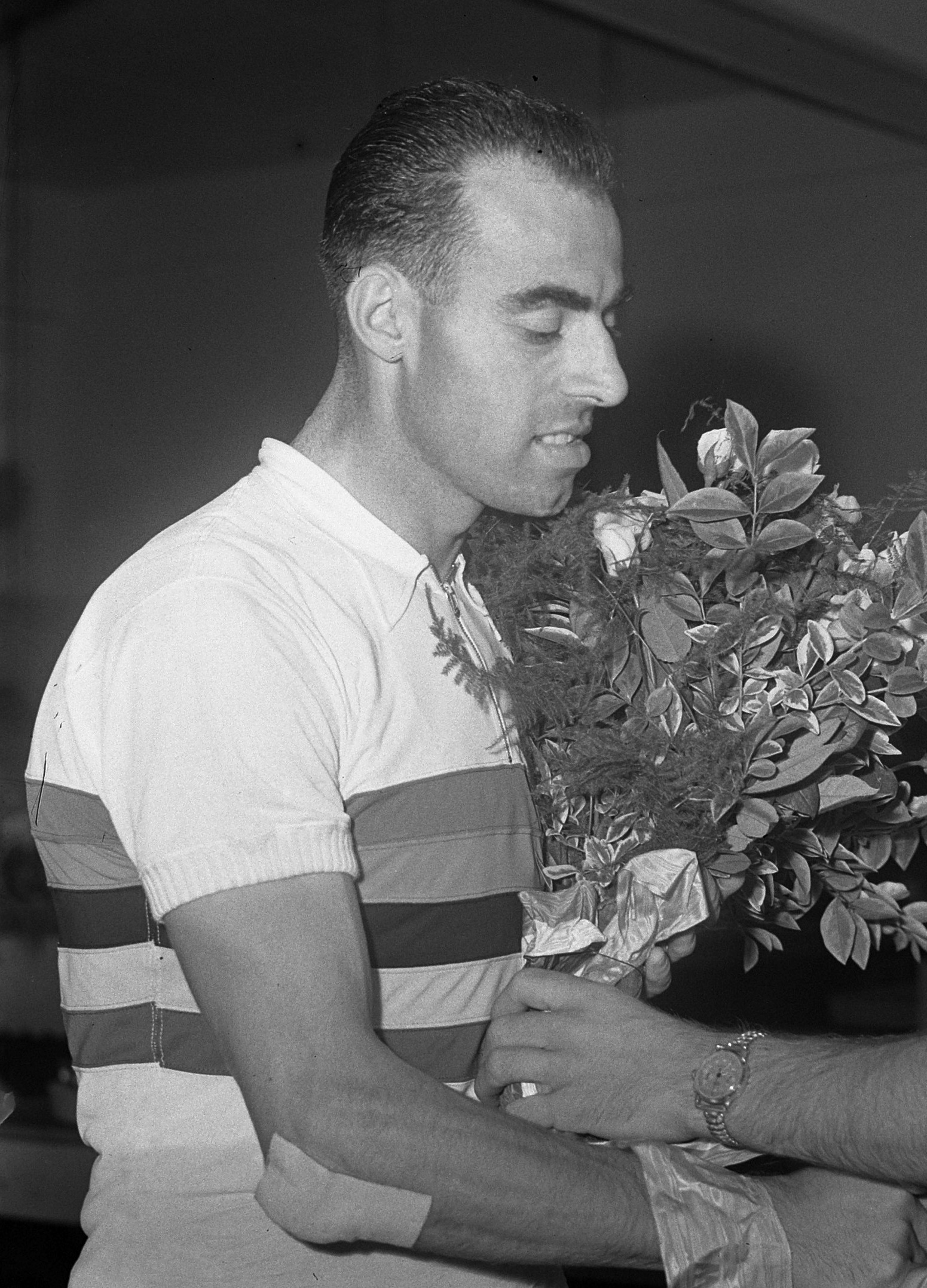
Antonio Bevilacqua

Das Eintagesrennen Paris–Roubaix 1951 war die 49. Austragung des Radsportklassikers und fand am Sonntag, den 8. April 1951, statt. Das Rennen war Bestandteil der Rennserie Challenge Desgrange-Colombo.
Das Rennen führte von Saint-Denis, nördlich von Paris, nach Roubaix, wo es im Vélodrome André-Pétrieux endete. Die Strecke war 247 Kilometer lang. Es gingen 202 Fahrer an den Start, von den sich 96 platzieren konnten. Der Sieger Antonio Bevilacqua absolvierte das Rennen mit einer Durchschnittsgeschwindigkeit von 40,355 km/h.
Während des Rennens regnete es. Auf den letzten Kilometern wurde eine Ausreißergruppe von zehn Fahrern, darunter Louison Bobet, Rik Van Steenbergen und Antonion Bevilacqua, von einer zweiten Zehnergruppe gejagt. Bevilacqua, Weltmeister in der Einerverfolgung von 1950, wusste, dass er im Sprint gegen Van Steenbergen keine Chance haben würde. Er riss aus und erreichte die Radrennbahn in Roubaix mit einem Vorsprung von anderthalb Minuten auf seine Verfolger. Bobet hatte zwar einen Reifendefekt, aber es gelang ihm trotzdem, vor Van Steenbergen den zweiten Platz zu belegen.